# تواز شرقی (میشیگان)
تواز شرقی، میشیگان (به انگلیسی: East Tawas, Michigan) یک شهر در ایالات متحده آمریکا با جمعیت ۲٬۸۰۸ نفر است که در میشیگان واقع شده‌است.

## موقعیت جغرافیایی
موقعیت جغرافیایی شهرها و مناطق اطراف به شرح زیر است: